# Stadion Rankhof
Stadion Rankhof – stadion piłkarski w Bazylei, w Szwajcarii. Został otwarty w 1924 roku. Może pomieścić 7600 widzów, z czego 1000 miejsc jest siedzących. Swoje spotkania na stadionie rozgrywają piłkarze klubu FC Nordstern Basel. W przeszłości na obiekcie grywała również piłkarska reprezentacja Szwajcarii.